# Орандж (округ, Вірджинія)
Шаблон:StateAbbr_ 38°14′ пн. ш. 78°01′ зх. д. / 38.24° пн. ш. 78.01° зх. д.
Округ  Орандж (англ. Orange County) — округ (графство) у штаті  Вірджинія, США. Ідентифікатор округу 51137.
Округ Орандж включає маєток Монпельє, площею 2700 акрів (1100 га) батька-засновника Джеймса Медісона, 4-го президента Сполучених Штатів, якого часто називають «батьком Конституції». 
У 2024 році округ відзначатиме своє 290-річчя.

## Історія
Округ утворений 1734 року.

## Демографія
За даними перепису 2000 року загальне населення округу становило 25881 осіб, зокрема міського населення було 8575, а сільського — 17306. Серед мешканців округу чоловіків було 12524, а жінок — 13357. В окрузі було 10150 домогосподарств, 7471 родин, які мешкали в 11354 будинках. Середній розмір родини становив 2,9.
Віковий розподіл населення поданий у таблиці:
| Стать    | До 15 років | 15-21 | 22-29 | 30-39 | 40-49 | 50-65 | 65-85 | Понад 85 |
| -------- | ----------- | ----- | ----- | ----- | ----- | ----- | ----- | -------- |
| Чоловіки | 2455        | 1054  | 1020  | 1878  | 1933  | 2215  | 1842  | 127      |
| Жінки    | 2474        | 966   | 1010  | 1904  | 1968  | 2560  | 2183  | 292      |

## Суміжні округи
- Калпепер — північ
- Спотсильванія — схід
- Луїза — південь
- Албемарл — південний захід
- Ґрін — захід
- Медісон — північний захід

## Персоналії
- Рендольф Скотт (1898 — 1987) — американський актор.

## Виноски
1. ↑  Knepper, Robin. October 5, 2009. "Округ Орандж відзначає 275-річчя історії"
2. ↑  U.S. Decennial Census. United States Census Bureau. Архів оригіналу за 26 квітня 2015. Процитовано 4 січня 2014.
3. ↑  Historical Census Browser. University of Virginia Library. Архів оригіналу за 11 серпня 2012. Процитовано 4 січня 2014.
4. ↑  Population of Counties by Decennial Census: 1900 to 1990. United States Census Bureau. Архів оригіналу за 15 грудня 2013. Процитовано 4 січня 2014.
5. ↑  Census 2000 PHC-T-4. Ranking Tables for Counties: 1990 and 2000 (PDF). United States Census Bureau. Архів (PDF) оригіналу за 18 грудня 2014. Процитовано 4 січня 2014.
6. ↑  American FactFinder. Бюро перепису населення США. Архів оригіналу за 26 лютого 2012. Процитовано 31 січня 2008.

| США | Це незавершена стаття з географії США. Ви можете допомогти проєкту, виправивши або дописавши її. |